# Calibishie
Calibishie  es una localidad de Dominica en la parroquia de Saint Andrew. 

## Demografía
Según estimación 2010 contaba con 907 habitantes.